# Pasching
Pasching es un municipio en Alta Austria. Tiene 6.134 habitantes. Pasching es un centro económico en el distrito de Linz-Land.

## Geografía
Pasching está ubicado a 295 msnm. Tiene 12,5 km² de superficie. Está situado 10 km al oeste de la capital Linz.

## Barrios
Los barrios que integran este municipio: Aistental, Langholzfeld, Pasching, Thurnharting, Wagram (Pasching).

## Escudo
El fondo verde símboliza la agricultura.
Los rieles de negro y amarillo simbolizan el ferrocarril a caballo que se encontraba en Pasching.
El cuerno de buey simboliza la carretera que existía en la era romana.
El círculo rojo y plata es un símbolo del escudo de los Aczpekh. Los Aczpekh vivieron en Pasching en el siglo XIV.

## Historia
En el siglo XII fue parte del ducado de Austria. Desde 1918 Pasching pasa a formar parte del país federal Alta Austria.
Desde 1936 hasta 1939 en los municipios de Langholzfeld y Wagram se instalaron los fugitivos que perdieron la casa.

## Infraestructura
En sus cercanías se ubican dos autopistas y el aeropuerto de Linz
Posee transporte público y muchas empresas de autobuses circulan en Pasching, Langholzfeld y Wagram.
El tren pasa por el centro de Pasching

## Empresas
Se encuentran 800 empresas, con alrededor de 3.700 obreros. 
Existe un centro comercial, el Plus City. Tiene 120 tiendas comerciales y 40 de servicios y profesionales.
También está radicada una importante imprenta, Wimmer Druckerei. Imprime el periódico de Alta Austria llamado "Oberösterreichische Nachrichten".

## Deportes
En 1946 fue fundado el club de fútbol Fc Superfund. En 2002 ascendió a lo máximo en la liga de fútbol. El estadio se llama Walstadion, tiene capacidad para 7.152 personas.
- Datos: Q664316
- Multimedia: Pasching / Q664316

1. ↑  Worldpostalcodes.org, código postal n.º 4061.